# Алехандро Рехон Учин
Алехандро Рехон Учин (на испански: Alejandro Rejon Huchin) е мексикански поет, културен мениджър и журналист. Директор на международния поетичен фестивал в Теко, Мексико.
Директор на литературното списание Marcapiel, той получи стипендия от Фестивалния културен интерфаз де Мерида през 2016 г. Публикува в различни национални и международни списания и антологии и участва в различни литературни събития. Международна поетична среща Naufragio в Маркапиел и през март 2019 г. той ръководи Първата международна среща на литературата и образованието, двете събития, проведени на Международния панаир на четенето в Юкатан. в Текох, Юкатан, в който участваха поети от Мексико, Аржентина, Колумбия, САЩ, Куба и Гватемала. Той е сътрудник на различни медии като La Verdad, La Revista Peninsular и Novedades Campeche. Автор на четири стихосбирки, публикувани в Чили, Аржентина, САЩ и Испания.
- Уважаван посетител от град Толука, Мексико, 2018 г.[6]
- Международната награда за поезия Harold Von Ior, 2019 г.[7]
- Международно признание за културни заслуги, аюнтамиенто  на Tecoh , Мексико, 2020 г.[8]
- Признание за работата му при създаването на международни проекти в полза на художествената, литературната и културната общност, Секретариата за гражданска сигурност, правителството на Тласкала, 2020 г.[9]
- Международен медал за култура и изкуства Kermith Garrido González, 2021 г.[10]